# Robert Swain Gifford
Pour les articles homonymes, voir Swain et Gifford.
Robert Swain Gifford (23 décembre 1840 à Naushon Island - 13 janvier 1905 à New York) est un peintre américain.  

## Biographie
Robert Swain Gifford commence à étudier le dessin avec Albert van Beest et William Bradford vers la fin des années 1850. En 1864, il ouvre un atelier à Boston avant de s'installer à New York en 1866. L'année suivante, il est élu associé de la National Academy of Design et devient académicien en 1878. Dans les années 1870, il entreprend plusieurs voyages en Europe et au Moyen-Orient d'où il ramène plusieurs toiles. Il y subit en particulier l'influence de l'école de Barbizon. De 1877 jusqu'à sa mort, il enseigne à la Cooper Union School de New York. En 1899, il est participe à l'Expédition Harriman.

## Œuvre
Robert Swain Gifford peint essentiellement des paysages et des marines. Beaucoup de ses tableaux représentent les paysages de la Nouvelle-Angleterre, où il est né. C'est notamment le cas de ses représentations des falaises de Grand Manan dans la Baie de Fundy et de l'île de Pettes Cove.